# Der Rücktritt
Der Rücktritt ist ein deutscher dokumentarischer Fernsehfilm von Thomas Schadt aus dem Jahr 2014. Er wurde im Auftrag für Sat.1 produziert und behandelt die letzten 68 Tage von Christian Wulff als Bundespräsident. Seine Erstausstrahlung hatte der Film am 25. Februar 2014.

## Handlung
Es ist Freitag, der 17. Februar 2012: Bundespräsident Christian Wulff erklärt im Beisein seiner damaligen Ehefrau Bettina Wulff im großen Saal von Schloss Bellevue seinen Rücktritt. Der Film zeichnet die letzten 68 Tage nach der Veröffentlichung des ersten Enthüllungsberichts der BILD nach. Wulff wird von der Boulevardzeitung vorgeworfen, seine Position für die Finanzierung seines Eigenheims ausgenutzt zu haben und im Anschluss versucht zu haben, die Berichterstattung zu seinen Gunsten zu formen. Das Eingeschlossen-Sein der Wulffs im Schloss Bellevue steht im Mittelpunkt der Handlung, in deren Verlauf der Kampf Wulffs um sein Amt gezeigt wird. Sein Amt liegt Wulff schließlich nieder, als die Staatsanwaltschaft Hannover die Aufhebung seiner Immunität wegen des Verdachts auf Vorteilsnahme beantragt.

## Hintergrund
Der Rücktritt ist eine Produktion der UFA Fiction. Der Film wurde vom 14. Oktober 2013 bis zum 8. November 2013 gedreht.

## Kritik
Die Kritiker der Fernsehzeitschrift TV Spielfilm lobten vor allem den Hauptdarsteller: „Ein Hauch Kafka weht durchs Schloss Bellevue, wenn sich der von Kai Wiesinger grandios gespielte Wulff immer tiefer verstrickt. Wiesinger ist mehr Wulff, als der es jemals war: genial“. Sie bewerteten den Film mit der bestmöglichen Wertung, dem Daumen nach oben. Das Urteil lautete: „Der Film, ein kluger Mix aus Dokumentaraufnahmen und nachgestellten Szenen, ist von einer subtilen Spannung und Intensität.“